# Mezza stella/Una piazza per due
Mezza stella/Una piazza per due  è un singolo discografico dell'attrice e cantante Daniela Goggi, pubblicato nel 1980.

## Descrizione
Nel 1980 Daniela Goggi vive un periodo di grande popolarità, è testimonial della campagna pubblicitaria Big Babol, e nel gennaio di quell'anno partecipa come ospite, insieme con sua sorella Loretta, ad una puntata dello show Giochiamo al varieté per la regia di Antonello Falqui.
Nello stesso periodo pubblica il singolo Mezza stella, brano scritto da Paolo Amerigo Cassella su musica di Totò Savio dalla forte impronta italo disco.
Sul lato b figura invece il brano Una piazza per due, firmato Da Cassella e da un giovane Michele Zarrillo, su musica  di Savio.
Entrambi i brani del 45 giri furono inseriti tra gli altri nella raccolta Daniela Goggi, pubblicata nell'estate del 1981 e per la prima volta in CD ne I grandi successi del 2009, e sono disponibili anche sulle piattaforme digitali e di streaming.

## Tracce
Lato A
1. Mezza Stella - (Paolo Amerigo Cassella-Totò Savio)

Lato B
1. Una piazza per due - (Michele Zarrillo-Paolo Amerigo Cassella-Totò Savio)